# Халилов, Раппани Абдуллаевич
Раппани Абдуллаевич Халилов (род. 27 октября 1969 — 17 сентября 2007) — дагестанский террорист, один из организаторов и руководителей подпольных исламистских сепаратистских формирований на Северном Кавказе (Дагестан и Чечня) в 1990—2000-е годы. Генерал армии ЧРИ. Находился в федеральном розыске за организацию нескольких десятков терактов, в том числе взрыва во время праздничной демонстрации 9 мая 2002 года в Каспийске, в результате которого погибли 43 человека и более 170 были ранены.

## Биография
Родился в 1969 году в городе Буйнакске Дагестанской АССР. По национальности лакец. В 1990-х построил в Буйнакске пекарню и вместе с женой занимался хлебопечным бизнесом, однако в 1998 году продал пекарню. Утверждается, что был женат на двоюродной сестре одной из жён известного арабского террориста Хаттаба. В 1998 году увлёкся идеями ваххабизма, перебрался в Чечню к Хаттабу. Летом 1999 года принял активное участие в боевых действиях в Ботлихском и Новолакском районах Дагестана на стороне исламистов и вместе с ними отступил на территорию Чечни, где создал и возглавлял отряд боевиков, которые после обучения направлялись в Дагестан. Сам Халилов стал одним из ближайших соратников Хаттаба, возглавив так называемое «дагестанское оперативное направление» сепаратистов.
Халилова обвиняли в организации подрывов шести автомобилей правоохранительных органов в декабре 2001 — январе 2002 гг. и заказчиком теракта 18 января 2002 года в Махачкале, когда в результате взрыва бомбы погибли 7 военнослужащих и ещё 11 были ранены.
В мае 2002 года отец Раппани — Абдулла Халилов — на пресс-конференции в здании МВД Дагестана публично отрёкся от сына в связи с обвинениями в том, что он причастен к теракту в Каспийске.

Ты — мой первый враг. Если поймаю, я лично тебя сожгу.
Сам Халилов отвергал эти обвинения, утверждая, что никогда не устраивал террористических актов против мирных жителей, нападая исключительно на представителей правоохранительных органов, сотрудников спецслужб и военнослужащих.
В 2002—2006 гг. в прессе периодически сообщалось о действиях отряда Халилова в различных районах Чечни, об операциях федеральных сил, имеющих целью обнаружение и ликвидацию боевиков. Халилов упоминался в связи с Панкисским ущельем Грузии и событиями в чеченской станице Бороздиновская.
В перестрелке с сотрудниками службы безопасности чеченского президента Ахмата Кадырова Халилов получил тяжелое ранение в область бедра и долгое время не мог самостоятельно передвигаться.
Имя Халилова связывали и с терактом 8 августа 2006 года, когда в результате двух взрывов погиб прокурор Буйнакска Битар Битаров и был ранен руководитель МВД Дагестана Адильгерей Магомедтагиров. По данным спецслужб, всего на счету Халилова и его банды свыше 60 терактов против сотрудников МВД, УФСБ и военнослужащих, осуществлённых в Дагестане в 2001—2007 гг.
Сообщалось, что после гибели в июле 2005 года Расула Макашарипова, лидера так называемого Джамаата «шариат», действовавшего на территории Дагестана, это террористическое формирование стало подконтрольно Раппани Халилову.
24 сентября 2006 года указами президента Чеченской Республики Ичкерия Доку Умарова Раппани Халилову было присвоено звание бригадного генерала и он был назначен командующим Дагестанским фронтом ВС ЧРИ.
17 сентября 2007 года в одном из частных домовладений в пос. Новый Сулак Кизилюртовского района Дагестана была блокирована группа боевиков. После десятичасовой перестрелки было принято решение уничтожить боевиков вместе со строением, в котором они укрывались. Позднее при осмотре развалин были обнаружены два трупа, в которых были опознаны Раппани Халилов и его приближённый Наби Набиев.
Преемником Халилова как лидера экстремистского подполья в Дагестане был назначен Ильгар Моллачиев, также убитый годом позже (см. Дербентский джамаат).
3 октября 2007 года президент ЧРИ Доку Умаров своим указом посмертно присвоил Раббани Халилову воинское звание генерала армии ВС ЧРИ.